# 달린 케이츠
달린 케이츠(영어: Darlene Cates, 1947년 12월 13일 ~ 2017년 3월 26일)는 미국의 배우이다. 영화 《길버트 그레이프》에서 주인공 길버트의 엄마 보니 역으로 출연했다. 본명은 리타 달린 거스리(Rita Darlene Guthrie)이며, 남편 로버트 케이츠는 군인이다.

## 영화
- 빌보드 (2019년)
- 울프 걸 (2001년)
- 길버트 그레이프 (1993년) - 보니 그레이프 역